# Gruppe von Walters 48.42

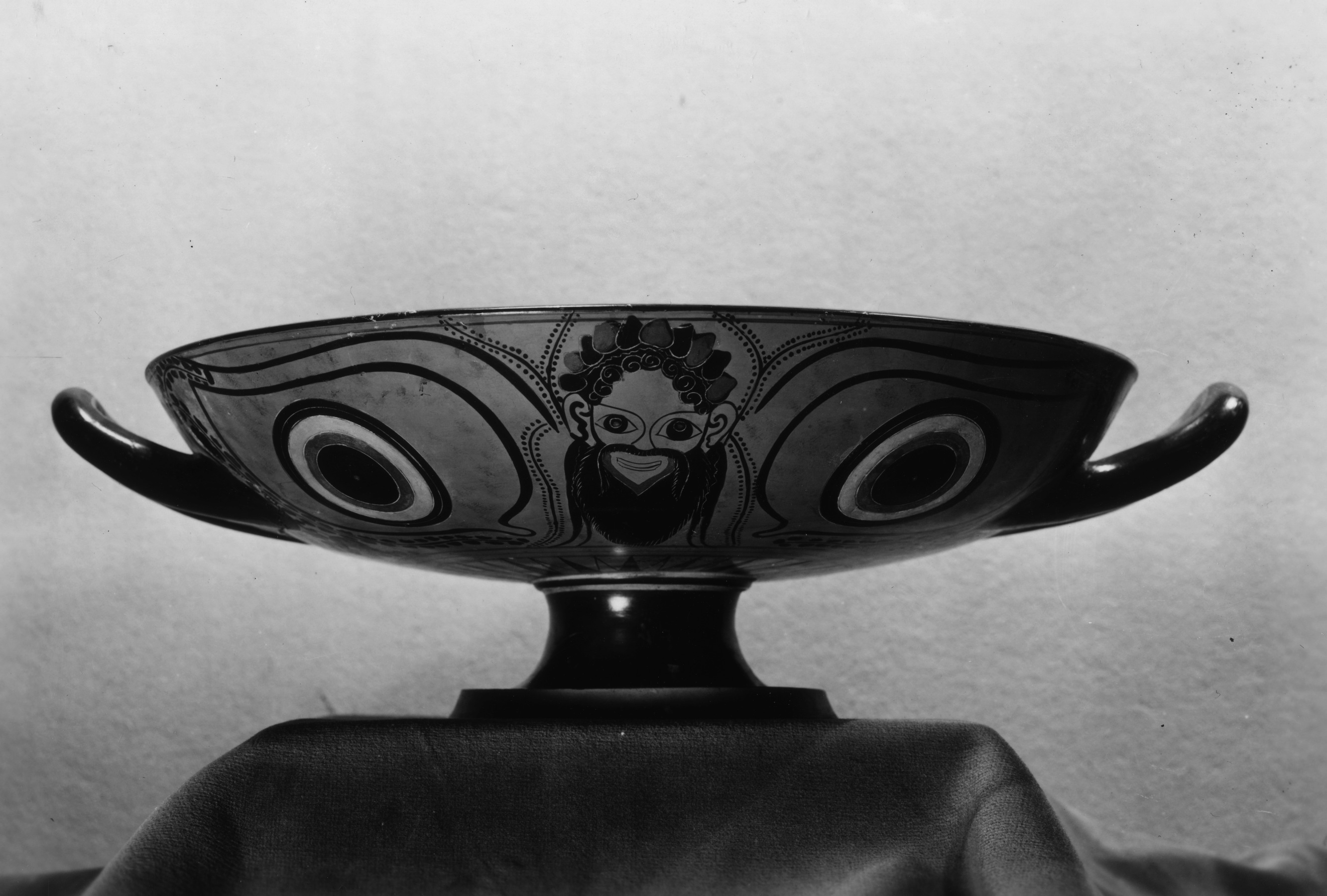
Namenvase mit einer Dionysos-Maske zwischen zwei stilisierten Augen; im Tondo ein Gorgoneion; The Walters Art Museum (Inventarnummer 48.42), ca. 530/20 v. Chr.

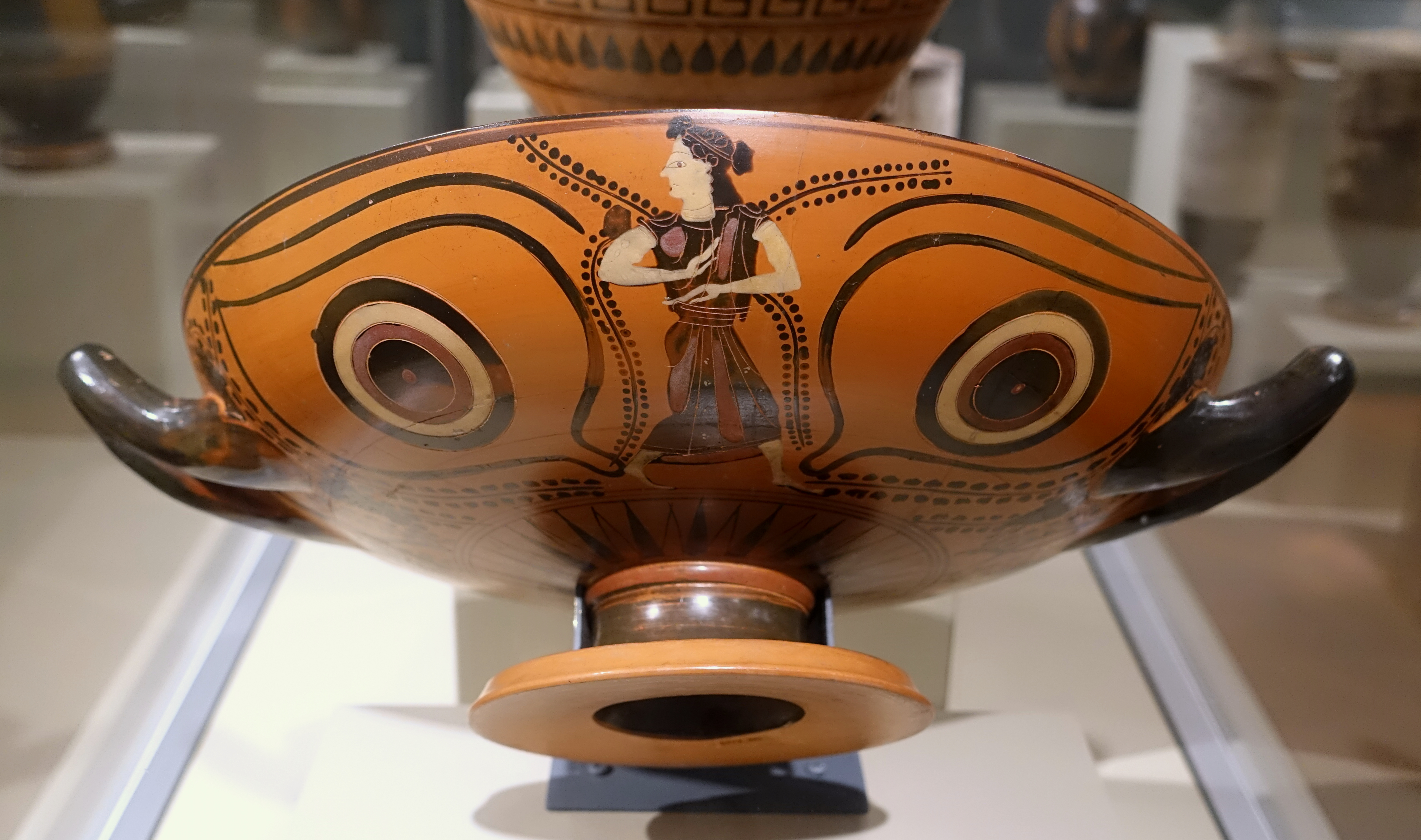
Augenschale der Gruppe von Walters 48.42 im Middlebury College Museum of Art, um 510 v. Chr.

Die Gruppe von Walters 48.42 (englisch Group of Walters 48.42) ist eine stilistische Gruppe von attischen Vasen der Spätphase des schwarzfigurigen Stils aus dem letzten Viertel des 6. Jahrhunderts v. Chr. Die Namenvase, nach der die Gruppe ihren Notnamen erhielt, befindet sich im Walters Art Museum in Baltimore, Inventarnummer 48.42.
Stilistisch definiert ist die Gruppe durch den Typ des Gorgoneions im Inneren und den Zeichenstil von Weinreben, Augen und Zweigen auf den Außenseiten. Die Gruppe besteht fast nur aus Augenschalen, in deren Inneren sich ein Gorgoneion befindet. Zwischen den Augen sind entweder Dionysos-Masken in Frontalansicht, Satyrn oder Mänaden dargestellt. Weiter wurden der Gruppe auch zwei Skyphoi zugeordnet.
John D. Beazley fasste ursprünglich die Gruppe von Walters 48.42, den Durand-Maler und den Maler von München 2100 in der Krokotos-Gruppe zusammen. Später wies er die Werke des Malers von München 2100 ebenfalls der Gruppe von Walters 48.42 zu. Die Gruppe von Walters 48.42 entspricht der von Annie D. Ure zusammengestellten Gruppe der Krokotos-Schalen.